# Osina (powiat myśliborski)
Osina – wieś w Polsce położona w województwie zachodniopomorskim, w powiecie myśliborskim, w gminie Barlinek.
| SIMC    | Nazwa      | Rodzaj  |
| ------- | ---------- | ------- |
| 0177862 | Jaromierki | kolonia |
| 0177879 | Krzepinek  | kolonia |
| 0177885 | Moskowo    | kolonia |

W latach 1975–1998 miejscowość położona była w województwie gorzowskim.
Według danych z 1 stycznia 2011 roku wieś liczyła 215 mieszkańców.